# Antidepresiv

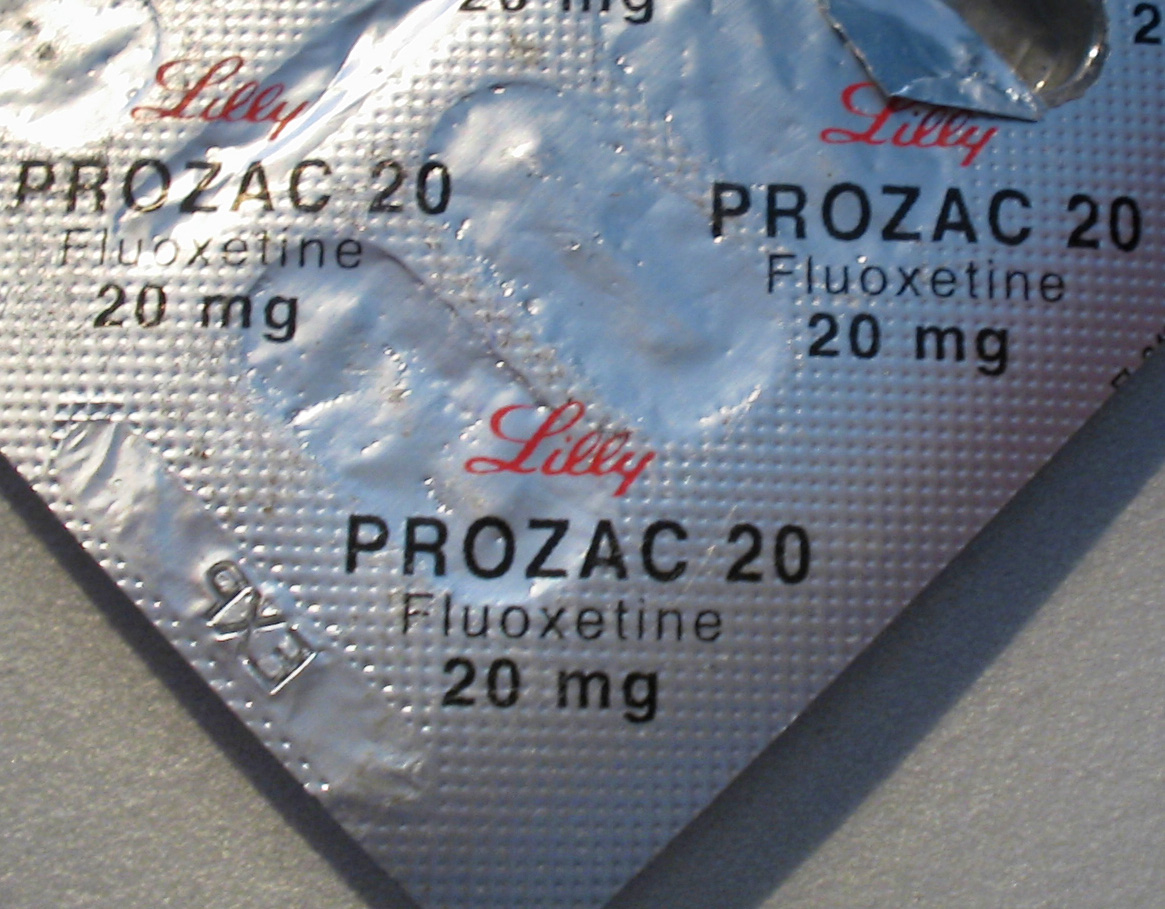
Prozac (fluoxetină), un inhibitor selectiv al reabsorbției de serotonină.

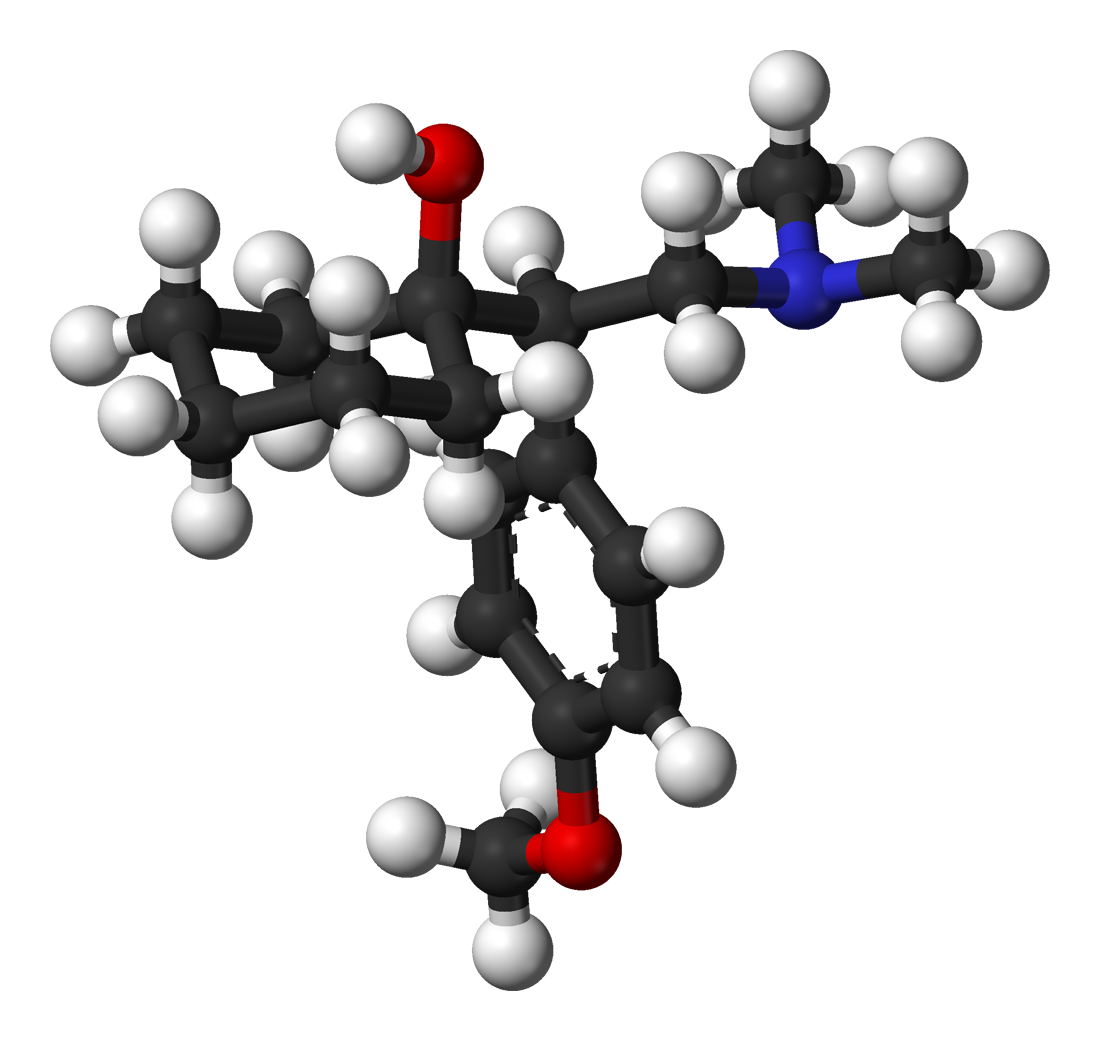
Structura chimică a venlafaxinei, un inhibitor al reabsorbției de serotonină-noradrenalină (SNRI)

Antidepresivele sunt medicamente folosite în tratamentul depresiei majore și a altor tulburări, de exemplu disritmiile, anxietatea, tulburările obsesiv-compulsive, tulburările de alimentație, durerea cronică, durerea neuropatică și în unele cazuri pentru dismenoree, sforăit, migrene, tulburare hiperkinetică cu deficit de atenție (ADHD), dependență de substanțe și tulburări de somn.
Clasele majore de antidepresive sunt inhibitorii reabsorbției de serotonină (SSRI), inhibitorii reabsorbției de serotonină-noradrenalină (SNRI), antidepresivele triciclice (TCA), antidepresivele tetraciclice (TeCA), inhibitorii de monoamin-oxidază (MAOI), inhibitorii reversibili de monoamin-oxidază și antidepresivele noradrenergice și serotonergice specifice (NaSSA). Sunătoarea poate și ea fi folosită în tratamentul depresiei.

## Indicații medicale
Una din uneltele de măsurare a severității depresiei este Scara Hamilton de Evaluare a Depresiei (HAM-D).

### Tulburare depresivă majoră

#### Guideline-uri clinice
Guideline-ul din 2009 al Institutului Național de Excelență Clinică și de Sănătate (National Institue for Health and Care Excellence - NICE) al Marii Britanii nu recomandă folosirea de rutină a antidepresivelor în tratamentul inițial al depresiei ușoare din cauza raportului scăzut de beneficiu-risc. Guideline-ul recomandă folosirea antidepresivelor în următoarele cazuri:
- depresie moderată sau severă
- depresie ușoară de lungă durată
- tratament de linia a doua în depresia ușoară rezistentă la alte intervenții
- tratament de primă linie în depresia moderată sau severă

Guideline-ul recomandă ca tratamentul antidepresiv să fie folosit în conjuncție cu intervenții psihosociale, ca el să continue minimum 6 luni pentru a reduce riscul recidivei și că inhibitorii reabsorbției de serotonină sunt mai bine tolerați decât celealalte antidepresive. 

#### Referate sistematice
Un referat comandat de NICE în Marea Britanie a concluzionat că există dovezi clare cu privire la eficacitatea SSRI-urilor versus placebo în reducerea cu 50% a simptomelor depresive în depresia moderată și severă, și că acest efect se aplică într-o oarecare măsură și la depresia ușoară. 
Un referat din 2004 a concluzionat că studiile pe antidepresive care nu sprijină eficacitatea propusă a acestor medicamente sunt publicate mult mai rar decât studiile cu rezultate pozitive. Rezultate similare s-au obținut și într-un studiu care viza publicarea studiilor clinice de antidepresive la copii. O investigație din 2015 a meta-analizelor pe antidepresive a descoperit că 79% dintre acestea au beneficiat de sponsorizare sau autorii lor erau angajați în industria farmaceutică și/sau aveau conflicte de interes. 

#### Folosirea pe termen lung
Efectele terapeutice ale antidepresivelor de obicei nu continuă după oprirea tratamentului, ducând la o rată mare de recidivă. O meta-analiză recentă a 31 de studii controlate cu placebo, care acopereau o perioadă de un an, a descoperit că 18% dintre pacienții care au răspuns la un antidepresiv au recidivat în decursul tratamentului, comparativ cu 41% dintre cei cărora antidepresivul le-a fost substituit cu un placebo.
O scădere a beneficiului terapeutic are loc într-o proporție mică a oamenilor pe parcursul tratamentului. Unele studii au sugerat o strategie cu farmacoterapie pentru episodul acut, urmată de psihoterapie pentru faza reziduală.

### Tulburări de anxietate

#### Tulburare de anxietate generalizată
NICE recomandă antidepresivele pentru tratamentul tulburării de anxietate generalizată care nu răspunde la măsuri conservative precum educația și activitățile de self-help. Tulburarea de anxietate generalizată este o tulburare comună care se caracterizează prin îngrijorarea excesivă legată de diferite evenimente. Simptomele cheie includ anxietatea excesivă legată de multiple evenimente și probleme, și dificultatea de a controla aceste îngrijorări. Pentru a fi clasificată drept tulburare de anxietate generalizată, această situație trebuie să persiste cel puțin șase luni.
Conform NICE, antidepresivele aduc o reducere a anxietății modestă până la moderată în tulburarea de anxietate generalizată, și sunt superioare placebo-ului în tratamentul acestei boli. Eficacitatea diferitelor antidepresive este similară.

#### Tulburarea obsesiv-compulsivă
SSRI-urile constituie prima linie de tratament pentru  tulburarea obsesiv-compulsivă la adulții cu compromitere funcțională moderată și severă, și tratamentul de linie a doua pentru cei cu compromitere funcțională ușoară. La copii, SSRI-urile sunt considerate tratament de linie a doua pentru cei cu compromitere moderată și severă, în conjuncție cu monitorizarea îndeaproape pentru efecte psihiatrice adverse. SSRI-urile au eficacitate în tratamentul tulburării obsesiv-compulsive; rata de răspuns la tratament este dublă față de placebo. Eficacitatea a fost demonstrată atât în trialuri de scurtă durată (6-24 de săptămâni) cât și in cele de discontinuare a tratamentului de 28-52 de săptămâni.

### Tulburări de alimentație
Antidepresivele sunt recomandate ca alternativă sau ca augmentare a programelor de self-help în tratamentul bulimiei nervoase. SSRI-urile (în particular fluoxetina) se preferă față de alte antidepresive datorită acceptabilității, tolerabilității și superiorității în reducerea simptoamelor în trialurile de scurtă durată. Eficacitatea pe termen lung este slab caracterizată. Bupropionul nu se recomandă pentru tratamentul tulburărilor de alimentație din cauza riscului crescut de crize epileptice.
Recomandările sunt similare pentru tulburarea de mâncat excesiv. SSRI-urile reduc comportamentul de alimentație excesivă pe termen scurt, dar nu sunt asociate cu o pierdere de greutate semnificativă.
În tratamentul anorexiei nervoase, trialurile clinice au generat rezultate negative pentru folosirea SSRI-urilor. Guideline-urile NICE se opun și ele folosirii SSRI-urilor în această boală. Guideline-urile Asociației Americane de Psihiatrie spun ca SSRI-urile nu conferă niciun avantaj în privința creșterii în greutate, dar ele pot fi folosite pentru co-morbidități precum depresia, anxietatea sau tulburările obsesiv-compulsive.

### Durere

#### Fibromialgie
Clasa de antidepresiv cu cea mai mare eficacitate în tratamentul fibromialgiei este cea a triciclicelor, dar din cauza efectelor secundare, oprirea tratamentului se întămplă des.

#### Durerea neuropatică
A meta-analiză Cochrane din 2014 a concluzionat că duloxetina este eficace în tratamentul neuropatiei diabetice. 

## Efecte adverse

### Generale
Aproape orice medicament care acționează asupra sistemului serotonergic poate da toxicitate de serotonină (sindromul serotonergic). În acest sindrom nivelurile înalte de serotonină induc manie, agitație, instabilitate emoțională, insomnie și confuzie. Acest efect apare rar, în special cu doze mari sau concomitent cu folosirea altor medicamente. Cu intervenție medicală precoce (sub 24 de ore), este foarte rar fatal. 
Inhibitorii de monoamin-oxidază (MAO) au interacțiuni pronunțate (uneori fatale) cu o varietate de medicamente, inclusiv unele eliberate fără prescripție medicală. Totodată interacționează cu mâncărurile care conțin tiramină (e.g. brânzeturile mature, carnea conservată și extractele de drojdie) și pot cauza criză de hipertensiune, care poate fi letală. La doze mai mici acest efect se manifestă sub forma durerii de cap din cauza tensiunii crescute.
Din cauza acestor efecte adverse s-a dezvoltat o nouă clase de inhibitori MAO, anume cei reversibili. Avantajul lor constă în faptul că nu necesită menținerea unei diete speciale.

## Clase de antidepresive

### Inhibitori de reabsorbție de serotonină
Se crede că SSRI-urile cresc concentrația extracelulară ale serotoninei prin limitarea reabsorbției în neuronul presinaptic, ducând la creșterea concentrației de serotonină în spațiul sinaptic, crescând nivelul de serotonină care acționează pe receptorul postsinaptic. SSRI-urile au selectivitate diferită față de restul transportorilor de monoamine, SSRI-urile pure având afinitate slabă pentru transportorii de noradrenalină și dopamină.
SSRI-urile constituie antidepresivele cel mai des prescrise în multe țări. Eficacitatea lor în cazurile de depresie ușoară și moderată a fost pusă în discuție în mai multe rânduri.

### Inhibitori de reabsorbție de serotonină-noradrenalină
Inhibitorii de reabsorbție de serotonină-noradrenalină (SNRI-urile) sunt inhibitori puternici ai reabsorbției de serotonină și noradrenalină. Acești neurotransmițători joacă un rol important în dispoziție (starea sufletească).

### Modulatori și stimulatori ai serotoninei
Modulatorii și stimulatorii serotoninei (modulatori de serotonină), sunt o clasă de antidepresive cu acțiune multimodală asupra sistemului serotonergic. Termenul a luat naștere odată cu inventarea vortioxetinei, care acționează pe reabsorbția de serotonină, ca agonist parțial al receptorului  5-HT1A și ca antagonist asupra receptorilor 5-HT3 and 5-HT7. Teoretic se poate aplica și vilazodonei, care stimulează sistemul serotonergic și este un agonist parțial al receptorului 5-HT1A. 
Prin inhibiția dublă a transportorilor de serotonină și noradrenalină, SNRI-urile pot conferi avantaje față de alte antidepresive prin tratarea unei game mai largi de simptome.
SNRI-urile sunt uneori folosite și în tratamentul tulburărilor anxioase, obsesiv-compulsive, hiperkinetice, durerii neuropatice și sindromului fibromialgic, precum și pentru reducerea simptoamelor menopauzei.

### Inhibitori ai reabsorbției de noradrenalină
Inhibitorii reabsorbției de noradrenalină blochează transportorul de noradrenalină, ducând la creșterea concentrației extracelulare de noradrenalină.
Inhibitorii reabsorbției de noradrenalină se folosesc în tulburarea hiperchinetică cu deficit de atenție și narcolepsie ca psihostimulante și în obezitate ca supresori ai apetitului. Se folosesc des și în tratamentul depresiei majore, anxietății și al tulburării de panică.

### Antidepresivele triciclice
Majoritatea antidepresivelor triciclice sunt inhibitori ai reabsorbției de serotonină-noradrenalină, brin blocarea transportorilor acestor molecule. Triciclicele au o afinitate neglijabilă asupra transportorului de dopamină (cu excepția amineptinei).
Deși antidepresivele triciclice se prescriu uneori în depresie, ele au fost în mare parte înlocuite de inhibitori ai reabsorbției de serotonină, inhibitori ai reabsorbției de serotonină-noradrenalină și inhibitori ai reabsorbției de noradrenalină. Efectele adverse au un nivel similar în antidepresivele triciclice și inhibitorii reabsorbției de serotonină.

### Antidepresive tetraciclice
Antidepresivele tetraciclice sunt o clasă de antidepresive care au apărut în anii '70. Ele se aseamănă cu antidepresivelele triciclice.

### Inhibitori ai monoamin-oxidazei
Inhibitorii monoamin-oxidazei blochează activitatea familiei enzimatice a monoamin-oxidazelor. Ele au fost foloste un timp îndelungat în tratamentul depresiei și au o eficacitate înaltă în depresia atipică. Ele se mai folosesc în tartamentul bolii Parkinson și câteva alte boli. 
Din cauza unor interacțiuni cu alimentația și cu alte medicamente, inhibitorii monoamin-oxidazei se rezervă ca ultimă linie de tratament
Inhibitorii monoamin-oxidazei au eficicacitate în tratamentul tulburării de panică cu agorafobie, fobiei sociale, depresiei atipice, depresiei anxioase, bulimiei și sindromului de stres posttratumatic, precum și tulburării de personalitate borderline.

### Tedințe de presciere
În 2013 antidepresivele au fost cea mai folosită clasă de medicament în SUA. Dintre cele 16 milioane de utilizatori de termen lung, 70% sunt femei.
În Marea Britanie, rata de utilizare a antidepresivelor s-a dublat în perioada 2000-2010.  O analiză din 2014 a concluzionat că numărul de antidepresive folosite pe an a crescut de la 15 milioane la 40 de milioane între 1998 și 2012. Aproape 50% din această schimbare s-a întâmplat în cei 4 ani după criza financiară din 2008[27][[|[27]]][201]. Sursele citate atrag atenția asupra faptului că există și alți factori în această creștere, anume progresul făcut în diagnosticarea depresiei, reducerea stigmei asociate cu bolile mentale, precum și faptul că în prezent ele se folosesc și pentru alte boli, de exemplu în anxietatea socială și sindromul de stres posttraumatic. 

### Cele mai prescrise antidepresive

Formula sertralinei

Cele mai prescrise antidepresive în SUA anului 2010:
| Numele compusului | Numele comercial            | Clasă | Număr total de rețete |
| Sertraline        | Zoloft                      | SSRI  | 33,409,838            |
| Citalopram        | Celexa                      | SSRI  | 27,993,635            |
| Fluoxetine        | Prozac                      | SSRI  | 24,473,994            |
| Escitalopram      | Lexapro                     | SSRI  | 23,000,456            |
| Trazodone         | Desyrel                     | SARI  | 18,786,495            |
| Venlafaxine       | Effexor (IR, ER, XR)        | SNRI  | 16,110,606            |
| Bupropion         | Wellbutrin (IR, ER, SR, XL) | NDRI  | 15,792,653            |
| Duloxetine        | Cymbalta                    | SNRI  | 14,591,949            |
| Paroxetine        | Paxil                       | SSRI  | 12,979,366            |
| Amitriptyline     | Elavil                      | TCA   | 12,611,254            |
| Venlafaxine XR    | Effexor XR                  | SNRI  | 7,603,949             |
| Bupropion XL      | Wellbutrin XL               | NDRI  | 7,317,814             |
| Mirtazapine       | Remeron                     | TeCA  | 6,308,288             |
| Venlafaxine ER    | Effexor XR                  | SNRI  | 5,526,132             |
| Bupropion SR      | Wellbutrin SR               | NDRI  | 4,588,996             |
| Desvenlafaxine    | Pristiq                     | SNRI  | 3,412,354             |
| Nortriptyline     | Sensoval                    | TCA   | 3,210,476             |
| Bupropion ER      | Wellbutrin XL               | NDRI  | 3,132,327             |
| Venlafaxine       | Effexor                     | SNRI  | 2,980,525             |
| Bupropion         | Wellbutrin IR               | NDRI  | 753,516               |